# Ludvík Vaculík
Ludvík Vaculík (ur. 23 lipca 1926 w Brumovie, zm. 6 czerwca 2015 w Dobřichovicach) – czeski prozaik, dziennikarz, felietonista i publicysta.

## Życiorys
W latach 1941–1946 pracował w zakładach obuwniczych Tomáša Baťi w Zlinie i Zruči nad Sazawą. W 1943 roku skończył szkołę zawodową. Trzy lata później ukończył szkołę handlu zagranicznego. W latach 1946–1950 studiował na wydziale polityki i dziennikarstwa Wyższej Szkoły Polityki i Administracji w Pradze. W latach 1948–1951 pracował na etacie w internatach w Benešovie nad Ploučnicą i w Pradze. W 1955 roku został redaktorem w dziale literatury politycznej wydawnictwa Rudé Právo. w 1957 roku pracował przy redakcji tygodnika rolniczego „Beseda Venkovské Rodiny” W 1959 roku rozpoczął pracę w Radiu Czechosłowackim w redakcji programów dla młodzieży. Od września 1965 był redaktorem czasopism „Literární Noviny”, a następnie „Literární Listy” i „Listy”. 
W czerwcu 1967 roku skrytykował politykę Komunistycznej Partii Czechosłowacji. W czerwcu 1968 napisał manifest Dwa tysiące słów (Dva tisíce slov, které patří dělníkům, zemědělcům, úředníkům, vědcům, umělcům, a všem), krytykował w nim powolne tempo reform. Wzywał obywateli do organizowania się. W rocznicę inwazji na Czechosłowację, 21 sierpnia 1969 wziął udział w przygotowaniu odezwy do narodu „Dziesięć punktów”. Mimo oskarżenia o „przygotowania do działań przestępczych na szkodę państwa” nie został aresztowany. Od 1970 roku uczestniczył w odbywających się w mieszkaniu Ivana Klímy spotkaniach pisarzy, objętych zakazem publikacji. W 1972 roku założył niezależne wydawnictwo Petlice. W 1975 roku wraz z Pavlem Kohoutem pisał felietony o aktualnej sytuacji politycznej kraju. Pod koniec lat siedemdziesiątych redagował zbiory Československý fejeton – Československý fejtón oraz Hodina naděje – Almanach české literatury 1968–1978. W latach siedemdziesiątych i osiemdziesiątych utrzymywał się z honorariów dla prasy zachodniej. W 1981 roku założył miesięcznik „Obsah”, od końca 1987 roku pisał artykuły dla „Lidových Novin” w rubryce Poslední slovo. 
Po 1989 roku wydał powieść Jak se dělá chlapec (Jak się robi chłopca) oraz inne jego wcześniejsze publikacje.

## Książki (wybór)
- Sekyra (Siekiera), 1966
- Morčata (Świnki morskie), 1971
- Český snàř (Sennik  czeski), Toronto 1983
- Jak se dělá chlapec (Jak się robi chłopca) 1987

## Nagrody i odznaczenia
- Order Tomáša Garrigue Masaryka (1996)[4]
- Státní ceny za literaturu a za překladatelské dílo (2008)[5]
- Cena Jaroslava Seiferta (1987)[6]